# PL-01
Der PL-01 war ein Entwicklungskonzept eines Unterstützungspanzers mit Tarnkappentechnik, das von der polnischen Firma OBRUM in Kooperation mit BAE Systems entworfen wurde. Das Konzeptfahrzeug wurde am 3. September 2013 auf dem Międzynarodowy Salon Przemysłu Obronnego (MSPO, dt. Internationale Ausstellung für die Verteidigungsindustrie) vorgestellt. Die Entwicklung wurde 2015 eingestellt.

## Geschichte
Der PL-01 wird als direktes Unterstützungsfahrzeug (Direct Support Vehicle, oder auch DSV) eingestuft.
Die Entwicklung des PL-01 ist stark mit den Plänen der polnischen Streitkräfte verbunden, eine Universal Modular Tracked Platform (UMPG) (allgemeine modulare Kettenfahrzeug-Plattform) anzuschaffen. Die geplanten Varianten des UMPGs umfassen DSV, Befehlsfahrzeug, Aufklärungs- und Minenräumpanzer.
Die Zukunft des DSV, und damit des PL-01, war abhängig von dem 4. Verteidigungs-Wettbewerb, der vom Polish National Centre of Research and Development (NCBR) ausgetragen wird. Das NCBR, das ausführende Organ des polnischen Forschungsministeriums, ist verantwortlich für die Entwicklung eines strategischen Entwicklungsprogramms. Eines dieser Programme ist ein 2013 begonnenes, 42 Monate andauerndes Programm, an dessen Ende ein DSV im Prototyp-Status stehen sollte.
Um Entwicklungszeit und -kosten zu senken, verlangte das polnische Verteidigungsministerium auf eine vorhandene Wanne zurückzugreifen. Obrum und BAE Systems entschlossen sich, die Wanne des von BAE Systems hergestellten CV90 AFV zu benutzen.

## Technik
Der PL-01 hat eine Besatzung von drei Mann (Kommandant, Richtschütze, Fahrer) und besitzt eine vollautomatische 120-mm-Glattrohrkanone in einem unbemannten Turm. Die Kadenz wird mindestens sechs Schuss pro Minute betragen. Alternativ kann eine 105-mm-Kanone eingebaut werden, die für potenzielle Exportkunden vorgesehen ist. Im Turm sind zwei Trommelmagazine mit Platz für 12 (129 mm) oder 16 (120 mm) Granaten vorgesehen. Optional kann der PL-01 weitere 26 Schuss transportieren oder vier Infanteristen aufnehmen. Zusätzlich ist der PL-01 mit einem ferngesteuerten 7,62-mm- oder 12,7-mm-Maschinengewehr oder einem 40-mm-Maschinengranatwerfer ausgestattet.
Der PL-01 wurde mit einer Vielzahl von Schrägen ausgestattet, um seine Radarsignatur zu reduzieren. In der Außenpanzerung kommen gekühlte Scheiben zum Einsatz, die dem Panzer einen Tarnkappenschutz ermöglichen sollen. Durch den Einsatz dieser Technologie soll der PL-01 die Infrarot-Signatur seiner Umgebung annehmen, um gegnerische Waffen zu irritieren, die Infrarot-Ortung verwenden.
Als Panzerung hat der PL-01 Verbundpanzerung sowie Zusatzpanzerung in Schottbauweise, gemäß dem STANAG-4569-Level-V-Standard. Damit ist die Front des PL-01 gegen Geschosse bis zu 30 mm geschützt. An den Seiten besitzt der PL-01 Panzerung gemäß Level IV. Eine Anbringung aktiver Panzerung ist möglich.